# Campionati del mondo di ciclismo su pista 2018
I Campionati del mondo di ciclismo su pista 2018 (en.: 2018 UCI Track Cycling World Championships)  si svolsero ad Apeldoorn, nei Paesi Bassi, dal 28 febbraio al 4 marzo all'interno dell'Omnisport Apeldoorn.
Furono 20 le gare in programma, di cui 10 maschili e 10 femminili, una in più delle precedenti edizioni per l'inserimento della statunitense femminile.

## Programma
|  | Competizioni | F | Finale |

| Data →                   | Mer 28 | Mer 28   | Gio 1 | Gio 1 | Ven 2        | Ven 2 | Sab 3  | Sab 3  | Dom 4 | Dom 4 |
| Evento ↓                 | A      | E        | A     | E     | A            | E     | A      | E      | A     | E     |
| ------------------------ | ------ | -------- | ----- | ----- | ------------ | ----- | ------ | ------ | ----- | ----- |
| Chilometro a cronometro  |        |          |       |       |              |       |        |        | Q     | F     |
| Inseguimento individuale |        |          |       |       | Q            | F     |        |        |       |       |
| Keirin                   |        |          | R1, R | R2, F |              |       |        |        |       |       |
| Omnium                   |        |          |       |       |              |       | SR, TR | ER, PR |       |       |
| Corsa a punti            |        |          |       |       |              | F     |        |        |       |       |
| Scratch                  |        |          |       | F     |              |       |        |        |       |       |
| Velocità                 |        |          |       |       | Q, 1/16, 1/8 |       | QF     | SF, F  |       |       |
| Inseguimento a squadre   | Q      | R1       |       | F     |              |       |        |        |       |       |
| Velocità a squadre       |        | Q, R1, F |       |       |              |       |        |        |       |       |
| Americana                |        |          |       |       |              |       |        |        |       | F     |

| Data →                   | Mer 28 | Mer 28   | Gio 1        | Gio 1 | Ven 2  | Ven 2  | Sab 3 | Sab 3 | Dom 4 | Dom 4 |  |
| Evento ↓                 | A      | E        | A            | E     | A      | E      | A     | E     | A     | E     |  |
| ------------------------ | ------ | -------- | ------------ | ----- | ------ | ------ | ----- | ----- | ----- | ----- |  |
| 500m a cronometro        |        |          |              |       |        |        | Q     | F     |       |       |  |
| Inseguimento individuale |        |          |              |       |        |        | Q     | F     |       |       |  |
| Keirin                   |        |          |              |       |        |        |       |       | R1, R | R2, F |  |
| Omnium                   |        |          |              |       | SR, TR | ER, PR |       |       |       |       |  |
| Corsa a punti            |        |          |              |       |        |        |       |       |       | F     |  |
| Scratch                  |        | F        |              |       |        |        |       |       |       |       |  |
| Velocità                 |        |          | Q, 1/16, 1/8 | QF    |        | SF, F  |       |       |       |       |  |
| Inseguimento a squadre   | Q      |          |              | R1, F |        |        |       |       |       |       |  |
| Velocità a squadre       |        | Q, R1, F |              |       |        |        |       |       |       |       |  |
| Americana                |        |          |              |       |        |        |       | F     |       |       |  |

A = Sessione pomeridiana, E = Sessione serale
Q = Qualificazione, R1 = Primo round, R2 = Secondo round, R = ripescaggio, 1/16 = Sedicesimi, 1/8 = Ottavi, QF = Quarti, SF = Semifinale,
SR = Scratch, TR = Tempo, ER = Eliminazione, PR = Punti

## Medagliere
Sono state assegnate 60 medaglie in 20 eventi.
| Pos.   | Nazione       | Oro | Argento | Bronzo | Totale |
| ------ | ------------- | --- | ------- | ------ | ------ |
| 1      | Paesi Bassi   | 5   | 5       | 2      | 12     |
| 2      | Germania      | 4   | 0       | 2      | 6      |
| 3      | Regno Unito   | 2   | 3       | 1      | 6      |
| 4      | Australia     | 2   | 2       | 2      | 6      |
| 5      | Stati Uniti   | 2   | 1       | 1      | 4      |
| 6      | Italia        | 1   | 1       | 4      | 6      |
| 7      | Belgio        | 1   | 1       | 0      | 2      |
| 8      | Bielorussia   | 1   | 0       | 0      | 1      |
| 8      | Colombia      | 1   | 0       | 0      | 1      |
| 8      | Polonia       | 1   | 0       | 0      | 1      |
| 11     | Danimarca     | 0   | 2       | 1      | 3      |
| 12     | Russia        | 0   | 1       | 2      | 3      |
| 13     | Hong Kong     | 0   | 1       | 0      | 1      |
| 13     | Giappone      | 0   | 1       | 0      | 1      |
| 13     | Portogallo    | 0   | 1       | 0      | 1      |
| 13     | Spagna        | 0   | 1       | 0      | 1      |
| 17     | Francia       | 0   | 0       | 2      | 2      |
| 18     | Canada        | 0   | 0       | 1      | 1      |
| 18     | Lituania      | 0   | 0       | 1      | 1      |
| 18     | Nuova Zelanda | 0   | 0       | 1      | 1      |
| Totale | Totale        | 20  | 20      | 20     | 60     |

## Podi
| Eventi                            | Oro                                                                                   | Prestazione | Argento                                                                                | Prestazione | Bronzo                                                                                     | Prestazione |
| Gare maschili                     |                                                                                       |             |                                                                                        |             |                                                                                            |             |
| Velocità dettagli                 | Matthew Glaetzer Australia                                                            |             | Jack Carlin Gran Bretagna                                                              |             | Sébastien Vigier Francia                                                                   |             |
| Chilometro a cronometro dettagli  | Jeffrey Hoogland Paesi Bassi                                                          |             | Matthew Glaetzer Australia                                                             |             | Theo Bos Paesi Bassi                                                                       |             |
| Inseguimento individuale dettagli | Filippo Ganna Italia                                                                  |             | Ivo Oliveira Portogallo                                                                |             | Aleksandr Evtušenko Russia                                                                 |             |
| Inseguimento a squadre dettagli   | Gran Bretagna Ed Clancy Kian Emadi Ethan Hayter Charlie Tanfield                      |             | Danimarca Casper von Folsach Julius Johansen Niklas Larsen Frederik Madsen             |             | Italia Liam Bertazzo Simone Consonni Filippo Ganna Francesco Lamon                         |             |
| Velocità a squadre dettagli       | Paesi Bassi Nils van 't Hoenderdaal Jeffrey Hoogland Harrie Lavreysen Matthijs Büchli | 42.727      | Gran Bretagna Jack Carlin Jason Kenny Ryan Owens Philip Hindes Joseph Truman           | 43.231      | Francia Quentin Lafargue François Pervis Sébastien Vigier Michaël D'Almeida                | 43.373      |
| Keirin dettagli                   | Fabián Puerta Colombia                                                                |             | Tomoyuki Kawabata Giappone                                                             |             | Maximilian Levy Germania                                                                   |             |
| Scratch dettagli                  | Jaŭhen Karalëk Bielorussia                                                            |             | Michele Scartezzini Italia                                                             |             | Callum Scotson Australia                                                                   |             |
| Corsa a punti dettagli            | Cameron Meyer Australia                                                               |             | Jan-Willem van Schip Paesi Bassi                                                       |             | Mark Stewart Gran Bretagna                                                                 |             |
| Americana dettagli                | Germania Roger Kluge Theo Reinhardt                                                   | 53 punti    | Spagna Albert Torres Sebastián Mora                                                    | 45 punti    | Australia Cameron Meyer Callum Scotson                                                     | 37 punti    |
| Omnium dettagli                   | Szymon Sajnok Polonia                                                                 | 111 punti   | Jan-Willem van Schip Paesi Bassi                                                       | 107 punti   | Simone Consonni Italia                                                                     | 104 punti   |
| Gare femminili                    |                                                                                       |             |                                                                                        |             |                                                                                            |             |
| Velocità dettagli                 | Kristina Vogel Germania                                                               |             | Stephanie Morton Australia                                                             |             | Pauline Grabosch Germania                                                                  |             |
| 500 metri a cronometro dettagli   | Miriam Welte Germania                                                                 |             | Dar'ja Šmelëva Russia                                                                  |             | Elis Ligtlee Paesi Bassi                                                                   |             |
| Inseguimento individuale dettagli | Chloé Dygert Stati Uniti                                                              |             | Annemiek van Vleuten Paesi Bassi                                                       |             | Kelly Catlin Stati Uniti                                                                   |             |
| Inseguimento a squadre dettagli   | Stati Uniti Kelly Catlin Chloé Dygert Kimberly Geist Jennifer Valente                 |             | Gran Bretagna Katie Archibald Elinor Barker Laura Kenny Emily Nelson Eleanor Dickinson |             | Italia Elisa Balsamo Tatiana Guderzo Letizia Paternoster Silvia Valsecchi Simona Frapporti |             |
| Velocità a squadre dettagli       | Germania Kristina Vogel Miriam Welte Pauline Grabosch                                 | 32.605      | Paesi Bassi Shanne Braspennincx Kyra Lamberink Laurine van Riessen Hetty van de Wouw   | 33.124      | Russia Dar'ja Šmelëva Anastasija Vojnova                                                   | 32.990      |
| Keirin dettagli                   | Nicky Degrendele Belgio                                                               |             | Lee Wai Sze Hong Kong                                                                  |             | Simona Krupeckaitė Lituania                                                                |             |
| Scratch dettagli                  | Kirsten Wild Paesi Bassi                                                              |             | Jolien D'Hoore Belgio                                                                  |             | Amalie Dideriksen Danimarca                                                                |             |
| Corsa a punti dettagli            | Kirsten Wild Paesi Bassi                                                              |             | Jennifer Valente Stati Uniti                                                           |             | Jasmin Duehring Canada                                                                     |             |
| Americana dettagli                | Gran Bretagna Katie Archibald Emily Nelson                                            | 53 punti    | Paesi Bassi Kirsten Wild Amy Pieters                                                   | 45 punti    | Italia Letizia Paternoster Maria Giulia Confalonieri                                       | 37 punti    |
| Omnium dettagli                   | Kirsten Wild Paesi Bassi                                                              |             | Amalie Dideriksen Danimarca                                                            |             | Rushlee Buchanan Nuova Zelanda                                                             |             |